# Le Bercail
Pour plus de détails, voir Fiche technique et Distribution.
Le Bercail est un film français réalisé par Marcel L'Herbier, sorti en 1919.

## Fiche technique
- Titre : Le Bercail
- Réalisation : Marcel L'Herbier
- Scénario : Henri Bernstein
- Photographie : Georges Lucas
- Décors : Robert-Jules Garnier
- Pays de production :  France
- Société de production : Gaumont Série Pax
- Société de distribution : Gaumont
- Format : Noir et blanc - Muet - 1,33:1 - 35 mm
- Genre :
- Date de sortie : 
  - France : 28 novembre 1919

## Distribution
- Marcelle Pradot
- Jaque Catelain
- Paul Capellani
- Claire Prélia
- Armand Tallier